# Aechmea retusa
Espèce
Classification phylogénétique
Aechmea retusa est une espèce de plantes à fleurs de la famille des Bromeliaceae qui se rencontre en Colombie, en Équateur et au Pérou.

## Synonymes
- Platyaechmea retusa (L.B.Sm.) L.B.Sm. & W.J.Kress[1].

## Distribution
L'espèce se rencontre dans le sud-est de la Colombie, en Équateur et au Pérou.

## Description
L'espèce est épiphyte.